# Port-sur-Saône
Port-sur-Saône ist eine französische Gemeinde im Département Haute-Saône in der Region Bourgogne-Franche-Comté. Sie gehört zum  Arrondissement Vesoul und zum Gemeindeverband Terres de Saône.

## Geographie
Die Gemeinde Port-sur-Saône liegt auf einer Höhe von 210 m über dem Meeresspiegel, etwa zwölf Kilometer nordwestlich der Stadt Vesoul (Luftlinie). Die Ortschaft erstreckt sich im zentralen Teil des Departements, beidseits der Saône, östlich des Hochplateaus von Combeaufontaine.
Die Fläche des 24,59 km² großen Gemeindegebiets umfasst einen Abschnitt im Bereich des oberen Saônetals. Von Norden nach Süden wird das Gebiet von der Saône durchquert. Die Alluvialniederung liegt durchschnittlich auf 210 m und weist eine Breite von ungefähr einem Kilometer auf. Der Fluss ist zur Wasserstraße ausgebaut und besitzt bei Port-sur-Saône eine Staustufe. Er bildet hier die Île du Moulin, die im Westen von der Saône, im Osten vom Kanal umfasst wird. Weitere Flussinseln befinden sich außerhalb des bewohnten Gebietes.
Flankiert wird die Talebene auf beiden Seiten von rund 20 bis 50 m hohen Hängen, die durch zahlreiche Taleinschnitte kurzer Seitenbäche der Saône untergliedert werden. Die angrenzende leicht gewellte Hochfläche ist teils bewaldet, teils mit Acker- und Wiesland bestanden. Östlich der Saône reicht das Gemeindeareal auf die Höhen des Bois des Pères (271 m) und des Montmort (272 m), im Südosten in die Waldungen von Bois des Combes (265 m) und Bois du Champ Rougeot. An das Saônetal schließt im Westen ein Plateau an, das auf rund 250 m liegt. Es steigt westwärts leicht an zu den dicht bewaldeten Höhen von Bois la Dame, Bois de la Combe Fleuriot (316 m) und Forêt de Chanois (324 m). Auf einer Kuppe des Fays wird mit 337 m die höchste Erhebung von Port-sur-Saône erreicht. In geologisch-tektonischer Hinsicht besteht das Gelände aus einer Wechsellagerung von sandig-mergeligen und kalkigen Sedimenten der mittleren Jurazeit.
Zu Port-sur-Saône gehören neben der eigentlichen Ortschaft folgende Siedlungen:
- Saint-Valère (215 m) am westlichen Talrand der Saône gegenüber von Port-sur-Saône
- Remaucourt (218 m) am westlichen Rand des Saônetals am Eingang in ein Seitentälchen
- Le Magny (210 m) am westlichen Rand des Saônetals
- Cuclos (215 m) am westlichen Rand des Saônetals am Fuß der Höhen der Forêt du Chanois

Nachbargemeinden von Port-sur-Saône sind Chargey-lès-Port, Conflandey und Chaux-lès-Port im Norden, Villers-sur-Port, Bougnon und Grattery im Osten, Scye, Vauchoux und Ferrières-lès-Scey im Süden sowie Scey-sur-Saône-et-Saint-Albin im Westen.

## Geschichte
Das Gebiet um Port-sur-Saône war schon sehr früh bewohnt. Vermutlich befand sich hier die Siedlung Portus Abucinus, die sich an einem Brückenübergang über die Saône entwickelte. Überreste von zwei Siedlungskernen aus gallorömischer Zeit, darunter ein Landgut mit Mosaikfragmenten, Fresken, Keramik und Ziegeln wurden entdeckt und ausgegraben. Aus der Merowingerzeit stammt ein Gräberfeld. Auch in der Karolingerzeit war der Ort bewohnt.
Im Mittelalter gehörte Port-sur-Saône zur Freigrafschaft Burgund und darin zum Gebiet des Bailliage d’Amont. Das Gebiet war vom 13. Jahrhundert bis zur Französischen Revolution (1789) in zwei Herrschaften geteilt: Der eine Teil gehörte der Adelsfamilie Vergy, der andere dem Haus Chalon. Schon früh entwickelte sich Port-sur-Saône zu einem Handelszentrum am Kreuzungspunkt des Verkehrsweges von Belfort nach Langres mit dem Schifffahrtsweg der Saône. Seit 1276 wurde hier der Markt (Saint-Pancrace) abgehalten. Im Jahr 1595 wurde der Ort von Truppen unter Tremblecourt eingenommen, jedoch von der Freigrafschaft wieder zurückerobert. Zusammen mit der Franche-Comté gelangte Port-sur-Saône mit dem Frieden von Nimwegen 1678 definitiv an Frankreich.
Zu Beginn des 19. Jahrhunderts entwickelte sich Port-sur-Saône zu einem Standort der Metallverarbeitung mit Schmiedewerken und Gießereien. Die Bedeutung des Hafens ging mit der Eröffnung der Eisenbahnlinie von Vesoul nach Langres um 1860 allmählich zurück. Heute ist Port-sur-Saône Verwaltungssitz des Gemeindeverbandes Terres de Saône.

## Bevölkerung
| Jahr                       | 1962 | 1968 | 1975 | 1982 | 1990 | 1999 | 2006 | 2013 | 2022 |
| Einwohner                  | 1725 | 2056 | 2482 | 2642 | 2521 | 2773 | 2927 | 3041 | 2966 |
| Quellen: Cassini und INSEE |      |      |      |      |      |      |      |      |      |

Mit 2966 Einwohnern (1. Januar 2022) gehört Port-sur-Saône zu den größeren Gemeinden des Départements Haute-Saône. Nachdem die Einwohnerzahl in der ersten Hälfte des 20. Jahrhunderts stets im Bereich zwischen 1650 und 1900 Personen gelegen hatte, wurde besonders während der 1960er und 70er Jahre ein Bevölkerungswachstum verzeichnet.

## Sehenswürdigkeiten
Die dreischiffige Kirche Saint-Étienne wurde von 1782 bis 1787 im klassischen Stil erbaut und ist heute als Monument historique klassiert. Zur wertvollen Ausstattung gehören Mobiliar, Täfelungen und Gemälde aus der Erbauungszeit, ein hexagonales, reich skulptiertes Taufbecken aus dem 15. Jahrhundert sowie ein Holzkruzifix aus dem 16. Jahrhundert. Zwei Kalvarienberge stammen aus dem 18. Jahrhundert.
In Port-sur-Saône befinden sich im Weiteren ein Gebäude des ehemaligen Cluniazenserpriorats aus dem 15./16. Jahrhundert und das Hôtel de la Paix (16. Jahrhundert) mit skulptiertem Portal. Auf dem Kirchplatz sind das Monument aux Morts (Statue und Gedenkstein der Toten im Ersten Weltkrieg) und die Malereien an der Außenwand eines Hauses von 1990, genannt Fresque des droits de l’Homme sehenswert. Drei Statuen aus Bronze, ein Afrikaner, ein Europäer und ein Asiate (Les Statues du troisième millénaire) stehen für Toleranz gegenüber anderen Kulturen.
Über die Saône führt eine Steinbrücke mit 13 Bögen, die von 1750 bis 1758 an der Stelle einer mehrfach durch Kriege und Hochwasser zerstörten Holzbrücke errichtet wurde. Die Kapelle Saint-Valère wurde 1845 erbaut und wird heute als Ausstellungsraum genutzt.

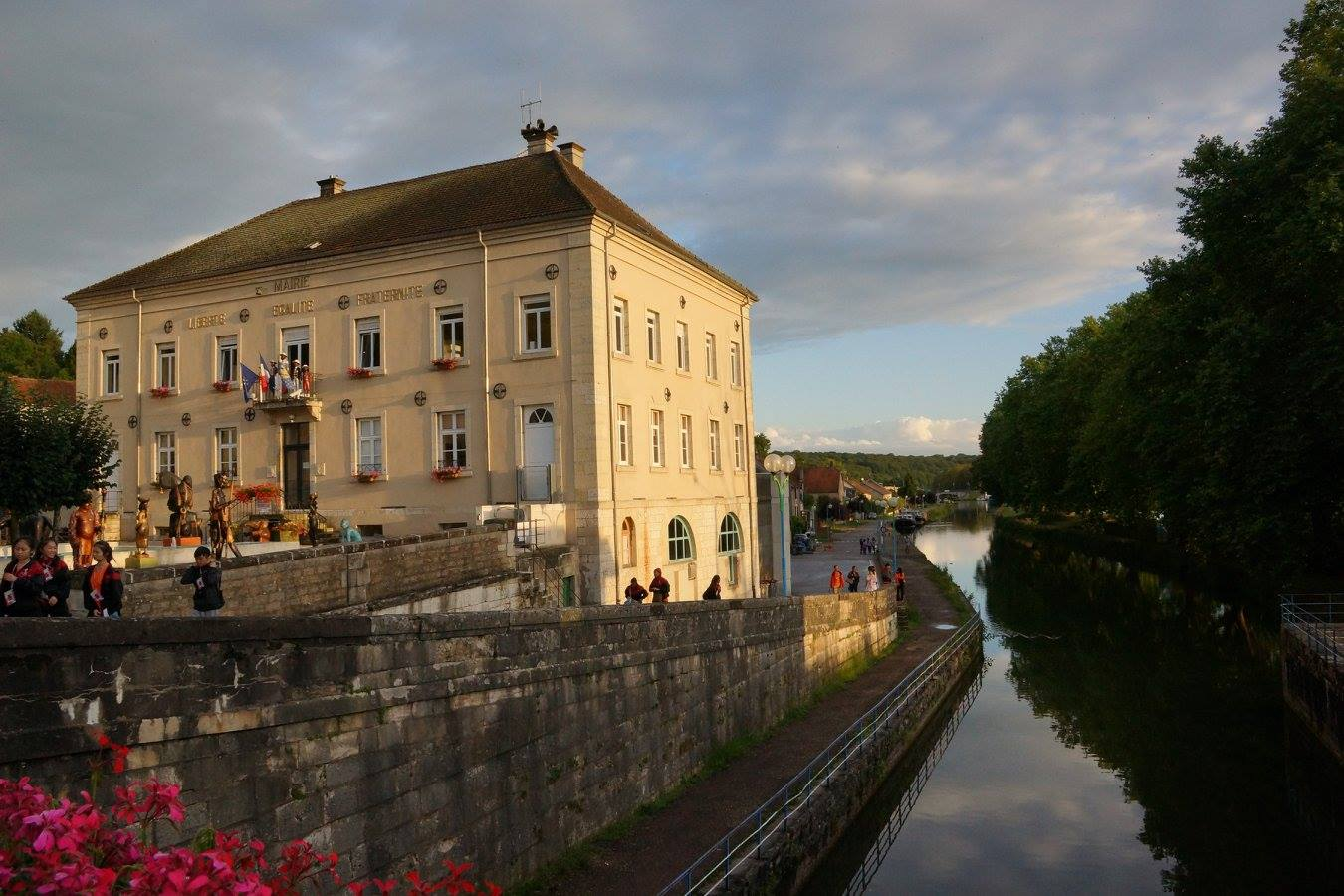
Mairie Port-sur-Saône
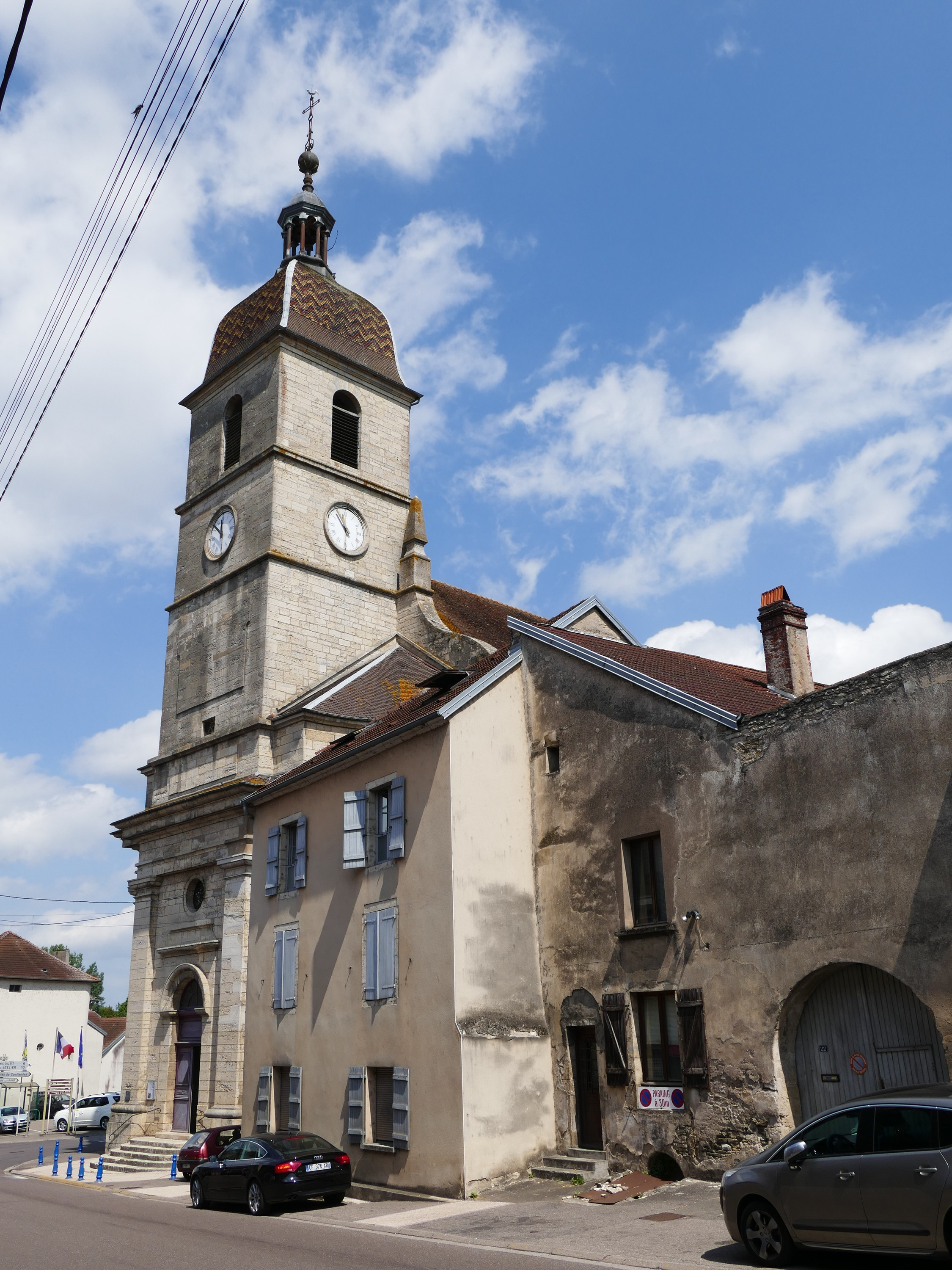
Kirche Saint-Étienne
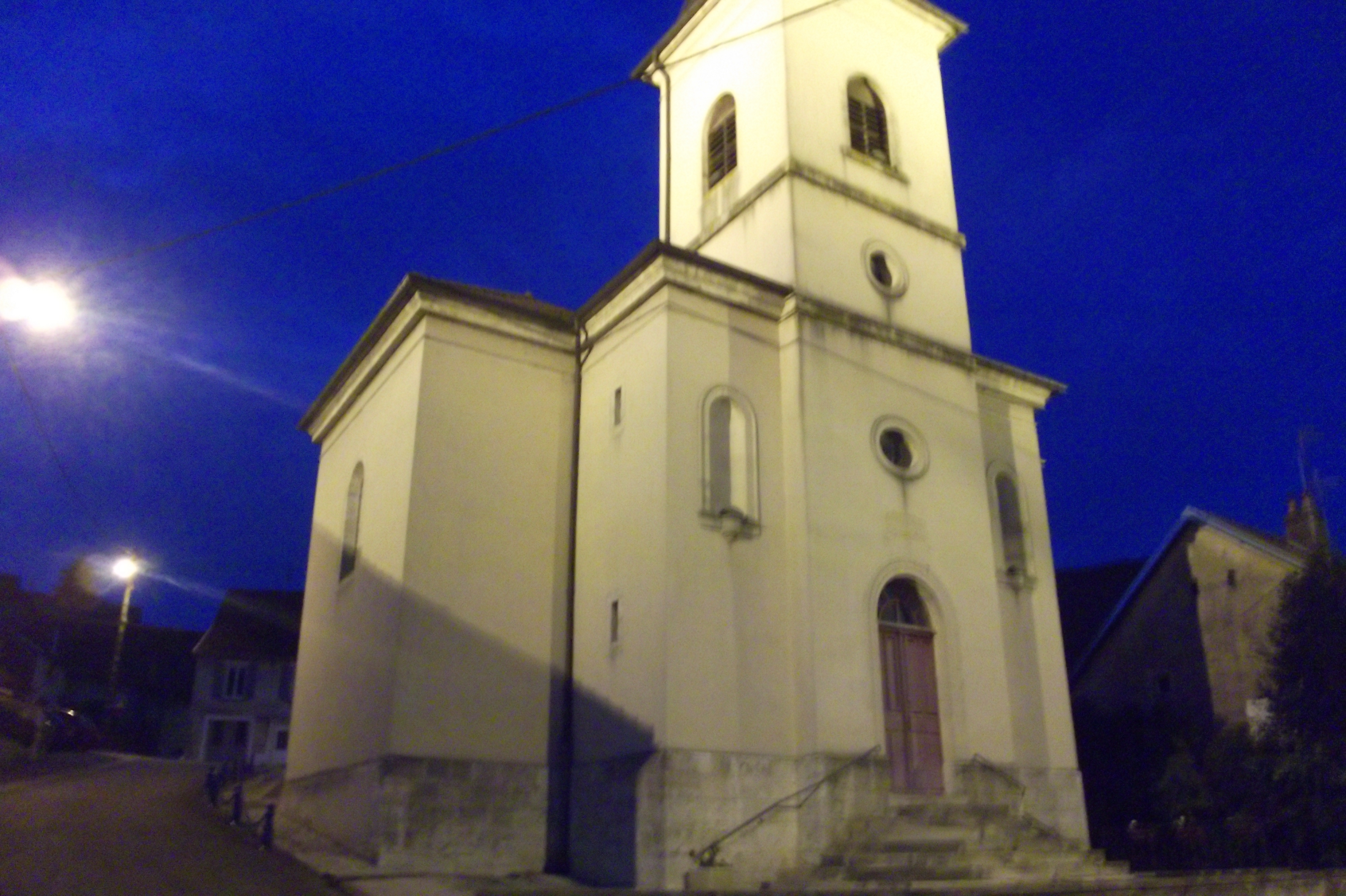
Kapelle Saint-Valère
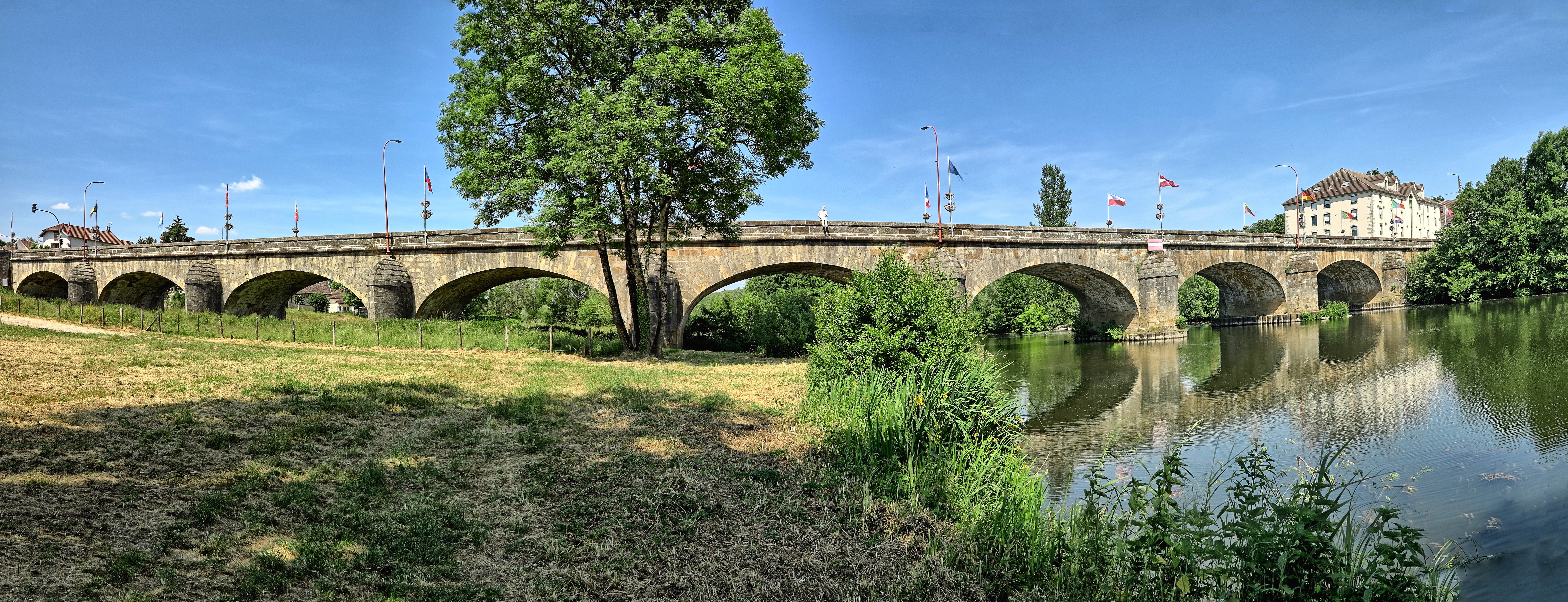
Saônebrücke
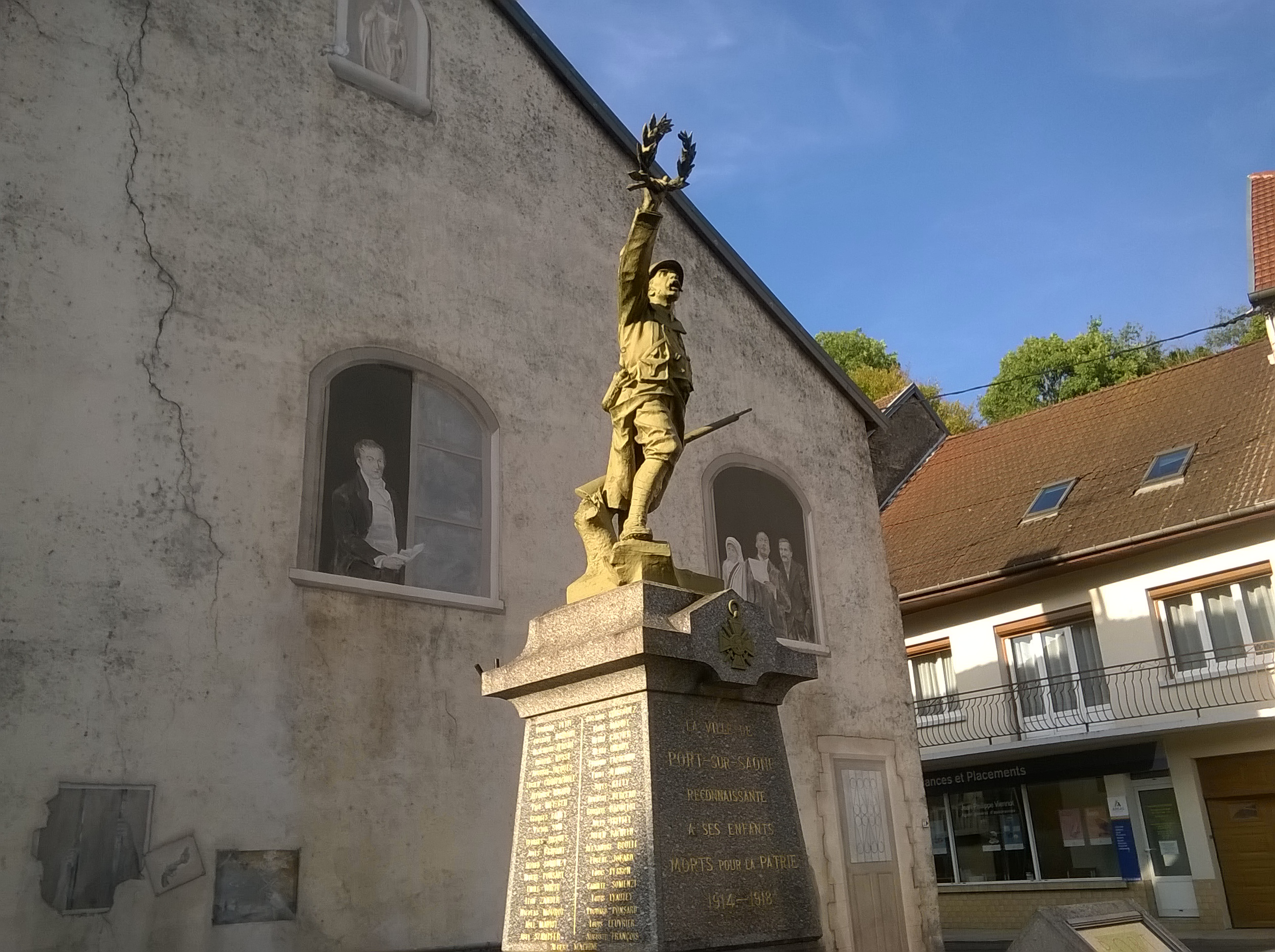
Gefallenendenkmal

## Wirtschaft und Infrastruktur
Port-sur-Saône war schon früh ein Flecken, der durch Handel und Gewerbe, die Verarbeitung der landwirtschaftlichen Produkte des Umlandes, die Flößerei und Schifffahrt geprägt war. Im 17. Jahrhundert begann die Entwicklung der eisenverarbeitenden Industrie. Heute ist Port-sur-Saône ein Regionalzentrum, das zentralörtliche Funktionen für die nähere Region übernimmt. Es gibt zahlreiche Betriebe des Klein- und Mittelgewerbes, vor allem in den Branchen Metallverarbeitung (Gießereien für Eisen und Aluminium), Nahrungs- und Futtermittelindustrie, pharmazeutische Industrie, Feinmechanik, Bau- und Transportgewerbe und Bau von landwirtschaftlichen Maschinen. Daneben sind hier verschiedene Dienstleistungsunternehmen und Einzelhandelsgeschäfte für den täglichen Bedarf ansässig. Port-sur-Saône verfügt über einen Bootshafen. Alljährlich wird ein internationales Folklorefestival abgehalten.
Die Ortschaft ist verkehrstechnisch gut erschlossen. Sie liegt an der Hauptstraße N19, die von Belfort via Vesoul nach Langres führt. Weitere Straßenverbindungen bestehen mit Scey-sur-Saône, Jussey, Faverney, Villers-sur-Port und Pontcey. Port-sur-Saône besitzt einen Bahnhof an der Eisenbahnlinie von Vesoul nach Langres.

## Gemeindepartnerschaften
Port-sur-Saône unterhält Gemeindepartnerschaften mit:
- Brest in Belarus, seit 2004[1]
- Cahul in der Republik Moldau, seit 2005
- Kuršėnai in Litauen
- Man in der Elfenbeinküste

## Persönlichkeiten
- Armand Considère (1841–1914), Bauingenieur